# Departamento de Montecarlo
Departamento de Montecarlo är en kommun i Argentina.   Den ligger i provinsen Misiones, i den nordöstra delen av landet, 1 000 km norr om huvudstaden Buenos Aires. Antalet invånare är 36 998.
I omgivningarna runt Departamento de Montecarlo växer i huvudsak städsegrön lövskog. Runt Departamento de Montecarlo är det ganska glesbefolkat, med 21 invånare per kvadratkilometer.